# Klytios
Klytios ou Clytius (en grec ancien Κλυτίος), parfois Klythios, Clytios et Klytius, est le nom de plusieurs personnages de la mythologie grecque :
- Clytius, l'un des Géants, fils de Gaïa, tué par Hécate lors de la Gigantomachie, la bataille des Géants contre les dieux de l'Olympe[1],[2].
- Clytius, un autre nom de Clytonée, fils de Naubolus d'Argos et père de Nauplius II[3].
- Clytius, fils d'Agriopas et petit-fils du Cyclope. Il combat lors de la guerre entre Eumolpe et Éleusis et tombe aux côtés d'Immaradus, fils d'Eumolpe et d'Égrème, fils d'Eurynome[4].
- Clytius, père athénien de Pheno (en), qui épouse le roi Lamédon de Sicyone. Ianiscus, descendant de ce Clytius, devient roi de Sicyone après Adraste[5].
- Clytius, un homme tué par Persée lors de la bataille contre Phinée[6].
- Clytius, guerrier de l'armée de Dionysos lors de la campagne indienne du dieu. Il est tué par Corymbase[7].
- Clytius, un Argonaute et un prince œchalien, fils du roi Eurytos[8] et d'Antiope[9] ou Antioche[10], et donc frère d'Iole, Toxée, Déionée, Molion (en), Didéon et Iphitos[11]. Selon Hygin, il est tué par Éétès[12] ; selon Diodore de Sicile, cependant, il est tué par Héraclès pendant la guerre de ce dernier contre Eurytus[8].
- Clytius, dans une version rare du mythe, fils de Phinée et frère de Polymède : les deux frères tuent la seconde épouse de Phinée, Phrygienne (Idaea ?) à l'instigation de Cléopâtre[13].
- Clytius, prince troyen, fils du roi Laomédon et frère du futur souverain Priam, est également l'un des anciens de Troie lors du siège de la ville[14]. De Laothoé (en)[15], il est le père de Calétor[16], de Procléia[17] et de Pronoé ou Pronomé, dont cette dernière est la mère de Polydamas par Panthoos[18].
- Clytius, fils d'Alcméon et d'Alphésibée, quitte Psophis pour Élide afin d'échapper aux frères vengeurs de sa mère. Les Clytidés, un clan de devins, prétendaient descendre de lui[19]. Selon Étienne de Byzance, sa mère est Triphyle, l'éponyme de Triphylie[20].
- Clytius, chacun des trois homonymes parmi les prétendants de Pénélope : l'un de Doulichion[21], un autre de Samé[22], et le troisième de Zacynthe[23]. Ces hommes demandent la main de Pénélope mais subissent le même sort des mains du héros Ulysse. Ce dernier les tue tous avec l'aide d'Eumée, de Philétios et de Télémaque[24].
- Clytius, un serviteur de Télémaque dans l' Odyssée d'Homère, le père de l'ami de Télémaque, Pirée[25]. Dolops (en), un guerrier grec tué par Hector dans l'Iliade, pourrait également être son fils[26].
- Clytius, l'un des fils d'Éole qui suit Énée en Italie et est tué par Turnus[27].
- Clytius, père d'Eunée (l'un de ceux tués dans la bataille entre Énée et Turnus)[28].
- Clytius, un jeune soldat de l'armée de Turnus qui est aimé par Cydon dans l'Énéide de Virgile, et qui est tué par Énée[29].
- Clytius, père d'Acmon et de Ménesthée de Lyrnessos en Phrygie[30].

À cela s'ajoutent plusieurs figures non mentionnées dans les sources littéraires existantes et connues uniquement par diverses peintures sur vase, : 
- Clytius, un compagnon de Pélée présent dans un combat de lutte entre Pélée et Atalante.
- Clytius, porteur d'armes de Tydée présent sur les lieux du meurtre d'Ismène, sur un vase de Corinthe.
- Clytius, un participant d'apparence barbare à une chasse au sanglier, peut-être la chasse de Calydon, sur le vase de Pétersbourg #1790.
- Clytius, un homme debout devant Hygie trônant, sur un vase du peintre de Meidias.
- Clytius, épithète d'Apollon, dans une inscription.